# Бакли, Хоакин
Хоакин Бакли (англ. Joaquin Buckley; род. 27 апреля 1994 год, Сент-Луис, Миссури, США) — американский боец смешанного стиля, выступающий под эгидой UFC в полусредней весовой категории. Ранее выступал в Bellator и LFA.
Занимает 8 строчку официального рейтинга UFC в полусреднем весе.

## Биография
Бакли родился и вырос в Сент-Луисе, штат Миссури.
Бакли и его мать большую часть своей юности жили в доме его бабушки.
Мать Бакли умерла из-за болезни сердца, когда он был в шестом классе. Бакли начал заниматься борьбой в средней школе в штате Маркетт, интересуясь смешанными боевыми искусствами, и в конечном итоге начал тренироваться MMA после окончания школы.

## Титулы и достижения

### Ultimate Fighting Championship
- Бонус за «Выступление вечера» (пять раз) против Импы Касанганай , Джордана Райта, Альберта Дураева, Антонио Арройо и Стивена Томпсона.
- Бонус за «Бой вечера» (один раз) против Камару Усмана.
- «Выступление года» по версии президента UFC 2020 против Импы Касангая
- 2020 UFC & Honors «Нокаут года» против Импы Касангая.

### MMAjunkie
- Нокаут месяца в октябре 2020 г. против Импы Касангая
- Нокаут года 2020 против Импы Касангая
- MMA Fighting, Bleacher Report, MMA Mania,CombatPress.com,Cageside Press, BT Sport, Sherdog, MMA Weekly
  - «Нокаут Года» против Импы Касангая (2020)

### World MMA Awards
- «Нокаут года» против Импы Касангая (2020)

## Карьера в MMA

### Ранняя карьера
Начав свою профессиональную карьеру в 2014 году, Бакли набрал рекорд 10-2, выступая в организациях Shamrock FC,  Bellator и Legacy Fighting Alliance (LFA). За это время он наиболее известен своим боем с Логаном Сторли 13 апреля 2018 года на Bellator 197. Он проиграл бой единогласным решением судей. После двух побед подряд техническим нокаутом в LFA Бакли подписал контракт с UFC.

### Ultimate Fighting Championship
Бакли дебютировал в UFC против Кевина Холланда 8 августа 2020 года на турнире UFC Fight Night 174, всего через неделю после победы в LFA. Он проиграл бой техническим нокаутом в третьем раунде. 
Ожидалось, что бой в среднем весе между Абу Азайтаром и Хоакином Бакли состоится 11 октября 2020 года на турнире UFC Fight Night: Moraes vs. Sandhagen. Однако 26 сентября Азайтар снялся с боя по неизвестным причинам и был заменен Импой Касанганаем.
Бакли выиграл бой нокаутом во втором раунде, нанеся удар ногой с разворота в прыжке. За этот нокаут Бакли не только получил бонус за «Выступление вечера», но и премию «Нокаут года» (2020), также видео его победы нокаутом стало вирусным в интернете. Твит UFC с видео стал самым популярным (359 000 лайков), самым ретвитнутым (143 000) и самым просматриваемым (12,8 миллиона просмотров) твитом в истории UFC. Нокаут стал самым просматриваемым видео UFC в Instagram за всю историю с более чем 17,8 миллионами просмотров. В трех твитах, трех постах в Instagram, четырех постах в Facebook и видео TikTok видео с нокаутом Бакли собрало более 65 миллионов просмотров и 83 миллиона показов для UFC. Рэпер Канье Уэст даже использовал кадры нокаута для продвижения выпуска новой песни.
Быстро вернувшись в Октагон, Бакли встретился с Джорданом Райтом на UFC 255 21 ноября 2020 года. Он выиграл бой нокаутом во втором раунде. Эта победа принесла ему второй бонус «Выступление вечера».
Бакли встретился с Алессио Ди Кирико 16 января 2021 года на турнире UFC on ABC 1. Он проиграл бой в первом раунде нокаутом. 
Бакли встретился с Антонио Арройо 18 сентября 2021 года на UFC Fight Night: Smith vs. Spann.
Он выиграл бой нокаутом в третьем раунде. Эта победа принесла ему третий бонус «Выступление вечера».
Бакли должен был встретиться с Абдулом Разаком Альхассаном 15 января 2022 года на турнире UFC on ESPN 32. Однако бой был отменен после того, как Альхассан снялся по неизвестным причинам, и бой был перенесен на UFC Fight Night 201.
Бакли выиграл бой раздельным решением судей. Из 16 экспертов СМИ, оценивших бой, 7 отдали победу Бакли, 8 — Альхассану, а 1 дал ничью.
Бакли должен был встретиться с Абусупияном Магомедовым 4 июня 2022 года на турнире UFC Fight Night 207. Однако бой был отменен по неизвестным причинам. 
Бакли встретился с Альбертом Дураевым 18 июня 2022 года на турнире UFC on ESPN 37. Он выиграл бой техническим нокаутом до третьего раунда после того, как врач остановил бой из-за отека глаза Дураева. Эта победа принесла ему четвертый бонус «Выступление вечера».
Бакли встретился с Нассурдином Имавовым 3 сентября 2022 года на турнире UFC Fight Night 209. Он проиграл бой единогласным решением судей. 
Бакли встретился с Крисом Кертисом 10 декабря 2022 года на турнире UFC 282.
Он проиграл бой техническим нокаутом во втором раунде. 
Бакли встретился с Андре Фиальо 20 мая 2023 года на турнире UFC Fight Night 223. Он выиграл бой техническим нокаутом во втором раунде.
Бакли встретился с Алексом Мороно 7 октября 2023 года на турнире UFC Fight Night 229. Он выиграл бой единогласным решением судей.
Бакли встретился с Висенте Луке 30 марта 2024 года на турнире UFC on ESPN 54 , заменив травмированного Шона Брэди. Он выиграл бой техническим нокаутом во втором раунде. 
Бакли встретился с Нарсултоном Рузибоевым 11 мая 2024 года на турнире UFC on ESPN 56. Он выиграл бой единогласным решением судей. 
Бакли встретился с бывшим претендентом на титул чемпиона UFC в полусреднем весе Стивеном Томпсоном 5 октября 2024 года на турнире UFC 307. Он выиграл бой нокаутом в третьем раунде. Этот бой принес ему пятый бонус «Выступление вечера».
Бакли должен был встретиться с Иэном Гэрри 14 декабря 2024 года на турнире UFC on ESPN 63. Однако Гэрри согласился выйти на замену Белалу Мухаммаду и встретился с Шавкатом Рахмоновым на турнире UFC 310 и по этому Иэн был заменен бывшим временным чемпионом Колби Ковингтоном.
Бакли выиграл бой техническим нокаутом в результате остановки боя врачом из-за рассечения над глазом Ковингтона в третьем раунде.

## Статистика в MMA
| Боёв 28  | Побед 21 | Поражений 7 |
| -------- | -------- | ----------- |
| Нокаутом | 15       | 4           |
| Решением | 6        | 3           |

| Результат | Рекорд | Соперник              | Способ                                       | Турнир                                | Дата             | Раунд | Время | Место                          | Примечание                                     |
| --------- | ------ | --------------------- | -------------------------------------------- | ------------------------------------- | ---------------- | ----- | ----- | ------------------------------ | ---------------------------------------------- |
| Поражение | 21-7   | Камару Усман          | Единогласное решение                         | UFC Fight Night: Усман vs. Бакли      | 15 июня 2025     | 5     | 5:00  | Атланта, Джорджия, США         | «Лучший бой вечера» (1)                        |
| Победа    | 21-6   | Колби Ковингтон       | TKO (остановка рефери по рекомендации врача) | UFC on ESPN: Ковингтон vs. Бакли      | 14 декабря 2024  | 3     | 4:42  | Тампа, Флорида, США            |                                                |
| Победа    | 20-6   | Стивен Томпсон        | KO (удар)                                    | UFC 307                               | 5 октября 2024   | 3     | 2:16  | Солт-Лейк-Сити, Юта, США       | «Выступление вечера» (5)                       |
| Победа    | 19–6   | Нурсултан Рузибоев    | Единогласное решение                         | UFC on ESPN: Льюис vs. Насименту      | 11 мая 2024      | 3     | 5:00  | Сент-Луис, Миссури, США        |                                                |
| Победа    | 18–6   | Висенте Луке          | TKO (удары)                                  | UFC on ESPN: Блэнчфилд vs. Фьоро      | 30 марта 2024    | 2     | 3:17  | Атлантик-Сити, Нью-Джерси, США |                                                |
| Победа    | 17–6   | Алекс Мороно          | Единогласное решение                         | UFC Fight Night: Доусон vs. Грин      | 7 октября 2023   | 3     | 5:00  | Лас-Вегас, Навада, США         |                                                |
| Победа    | 16–6   | Андре Фиальо          | TKO (удар ногой в голову и добивание)        | UFC Fight Night: Дерн vs. Хилл        | 20 мая 2023      | 2     | 4:15  | Лас-Вегас, Невада, США         | Вернулся в полусредний вес.                    |
| Поражение | 15–6   | Крис Кёртис           | KO (удары)                                   | UFC 282                               | 10 декабря 2022  | 2     | 2:49  | Лас-Вегас, Навада, США         |                                                |
| Поражение | 15–5   | Нассурдин Имавов      | Решение (единогласное)                       | UFC Fight Night: Ган vs. Туиваса      | 3 сентября 2022  | 3     | 5:00  | Париж, Франция                 |                                                |
| Победа    | 15–4   | Альберт Дураев        | TKO (остановка доктором)                     | UFC on ESPN: Каттар vs. Эмметт        | 18 июня 2022     | 2     | 5:00  | Остин, Техас, США              | «Выступление вечера» (4)                       |
| Победа    | 14–4   | Абдул Разак Альхассан | Решение (раздельное)                         | UFC Fight Night: Walker vs. Hill      | 19 февраля 2022  | 3     | 5:00  | Лас Вегас, Невада, США         |                                                |
| Победа    | 13–4   | Антонио Арройо        | KO (удары)                                   | UFC Fight Night: Smith vs. Spann      | 18 сентября 2021 | 3     | 2:26  | Лас Вегас, Невада, США         | «Выступление вечера» (3)                       |
| Поражение | 12–4   | Аллесио Ди Кирико     | KO (удар ногой в голову)                     | UFC on ABC: Holloway vs. Kattar       | 16 января 2021   | 1     | 2:12  | Абу-Даби, ОАЭ                  |                                                |
| Победа    | 12–3   | Джордан Райт          | KO (удары)                                   | UFC 255                               | 21 ноября 2020   | 2     | 0:18  | Лас Вегас, Невада, США         | «Выступление вечера» (2)                       |
| Победа    | 11–3   | Импа Касанганай       | KO (удар ногой с разворота в прыжке)         | UFC Fight Night: Moraes vs. Sandhagen | 11 октября 2020  | 2     | 2:03  | Абу-Даби, ОАЭ                  | «Выступление вечера» (1); «Нокаут года» (2020) |
| Поражение | 10–3   | Кевин Холланд         | TKO (удар)                                   | UFC Fight Night: Lewis vs. Oleinik    | 8 августа 2020   | 3     | 0:32  | Лас Вегас, Невада, США         | Дебют в UFC.                                   |
| Победа    | 10–2   | Джеки Гош             | TKO (удары)                                  | LFA 87                                | 31 июля 2020     | 2     | 1:47  | Су-Фолс, Южная Дакота, США     |                                                |
| Победа    | 9–2    | Крис Харрис           | TKO (удары)                                  | LFA 76                                | 13 сентября 2019 | 1     | 1:08  | Парк-Сити, Канзас, США         | Дебют в средний вес.                           |
| Поражение | 8–2    | Логан Сторли          | Решение (единогласное)                       | Bellator 197                          | 13 апреля 2018   | 3     | 5:00  | Сент-Чарльз, Миссури, США      |                                                |
| Победа    | 8–1    | Винишиус де Хесус     | Решение (раздельное)                         | Bellator 185                          | 20 октября 2017  | 3     | 5:00  | Анкасвилл, Коннектикут, США    |                                                |
| Победа    | 7–1    | Джастин Паттерсон     | Решение (единогласное)                       | Bellator 175                          | 31 марта 2017    | 3     | 5:00  | Розмонт, Иллинойс, СЩА         |                                                |
| Поражение | 6–1    | Джеки Гош             | TKO (удары)                                  | Bellator 164                          | 10 ноября 2016   | 2     | 2:44  | Тель-Авив, Израиль             |                                                |
| Победа    | 6–0    | Крис Хитэрли          | KO (удар коленом)                            | Bellator 157                          | 24 июня 2016     | 2     | 4:14  | Сент-Луис, Миссури, США        | Промежуточный (180 фунтов) вес.                |
| Победа    | 5–0    | Кайл Куртц            | TKO (удар коленом и добивание)               | Shamrock FC: Fuel                     | 11 сентября 2015 | 1     | 4:34  | Сент-Луис, Миссури, США        |                                                |
| Победа    | 4–0    | Стэйси Боксон         | Решение (единогласное)                       | Shamrock FC: Throwdown                | 25 июля 2015     | 3     | 5:00  | Сент-Луис, Миссури, США        |                                                |
| Победа    | 3–0    | Кэлель Робинсон       | TKO (удары)                                  | Shamrock FC: Showdown                 | 21 марта 2015    | 3     | 4:01  | Сент-Луис, Миссури, США        |                                                |
| Победа    | 2–0    | Брайн Уэст            | TKO (удары)                                  | Shamrock FC: Xtreme Fight Night 2     | 21 февраля 2015  | 1     | 2:28  | Сент-Луис, Миссури, США        |                                                |
| Победа    | 1–0    | Уэсли Салливан        | TKO (удары)                                  | Shamrock FC: Nemesis                  | 13 сентября 2014 | 1     | 3:46  | Сент-Луис, Миссури, США        |                                                |